# Rio Inhomirim
O rio Inhomirim é um rio brasileiro que banha o município de Magé, no estado do Rio de Janeiro.
Após juntar-se com o Rio Saracuruna passa a se chamar Rio Estrela até sua foz, e faz a divisa entre os municípios de Duque de Caxias e Magé. As bacias dos rios Inhomirim/Estrela e Saracuruna formam uma área de 667,50 km².
Entre os afluentes do Rio Inhomirim estão o Rio Cachoeira, o Canal Caioaba e o Rio Piabetá.